# Satoru Hoshino
Satoru Hoshino (født 4. februar 1989) er en japansk fodboldspiller.
Han har spillet for flere forskellige klubber i sin karriere, herunder Thespakusatsu Gunma og FC Machida Zelvia.